# Gustav Knöchel
Gustav Knöchel (17. září 1898 Česká Lípa – 27. června 1966 Lindau Západní Německo) byl československý politik německé národnosti a meziválečný poslanec Národního shromáždění za Sudetoněmeckou stranu.

## Biografie
Vystudoval Vysokou školu technickou v Praze a působil jako architekt v České Lípě. Profesí byl technikem. Podle údajů z roku 1935 bydlel v České Lípě.
V parlamentních volbách v roce 1935 se stal poslancem Národního shromáždění. V červnu 1937 navrhl Gustav Peters možnost, že by SdP vstoupila do československé vládní koalice. Jednou z podmínek mělo být jmenování Gustava Knöchela do funkce státního tajemníka na ministerstvu železnic, s vlastním úřednickým aparátem.
Poslanecké křeslo ztratil na podzim 1938 v souvislosti se změnami hranic Československa.
Po roce 1938 zastával post krajského vůdce NSDAP v Rumburku. Pak byl úředníkem soukromé firmy v Berlíně.
Po válce byl v únoru 1947 československými úřady odsouzen na 25 let vězení. Posléze byl v září roku 1955 amnestován a následně vysídlen do tehdejšího Západního Německa, kde v roce 1966 zemřel.